# A Girl Called Dusty
A Girl Called Dusty (Момиче на име Дъсти) е дебютният албум на британската певица Дъсти Спрингфийлд. Пуснат е на британския пазар от Филипс Рекърдс през 1964 г.
Албумът поставя началото на соловата кариера на Дъсти Спрингфийлд след отделянето ѝ от групата „Спрингфийлдс“, в която пее с брат си Том. Първият ѝ сингъл, I Only Want To Be With You, е записан още когато е част от Спрингфийлдс, и излиза в продажба една седмица след последния им концерт. Песента носи успех в Англия и Щатите, и A Girl Called Dusty излиза през 1964 година. Албумът е микс от твърдо поп песни, както и песни с влияние от Мотаун, като When The Lovelight Starts Shining Through His Eyes, Will You Love Me Tomorrow и Mockingbird. С тази плоча Спрингфийлд прави първата си съвместна продукция с двойката автори на песни Бърт Бакарак и Хал Дейвид, както и с Джери Гофин и Керъл Кинг, чиито песни тя записва до края на кариерата си.
В този момент, A Girl Called Dusty все още не е излязла на американския пазар. Вместо това, Филипс издават компилация от сингли и песни, които са присъединени към албума Stay Awhile/I Only Want To Be With You. Той е наречен на името на първите ѝ два сингъла, които се добират до Топ 20 в Щатите. По-късно, през 1964 г., Филипс издават Dusty, видоизменена версия на A Girl Called Dusty, която предлага различен формат, както и състав на песните.
A Girl Called Dusty излиза на компактдиск през 1990, юли месец, благодарение на Филипс Рекърдс и Полиграм, което е пряк трансфер от грамофонната версия. През 1997 г., две години преди Спринфийлд да почине, Мъркюри Рекърдс и Юнивърсъл Мюзик издават цифрово ремастерирана и разширена версия, която включва осем допълнителни песни, както и няколко различни микса. Тъй като оригиналните мултитракови мастер ленти не могат да бъдат открити в архивите на Филипс Рекърдс, голямото мнозинство от песните на версията от 1997 г. са моно или в някои случаи презаписани стерео миксове, използващи запасни вокални части. Актуалната компактдискова версия на A Girl Called Dusty, която все още е в тираж, е коренно различна от оригиналния албум, продуциран от Джони Франц и самата Спрингфийлд. Албумът е почетен с място в книгата 1001 Albums You Must Hear Before You Die.